# Partido de Presidente Perón

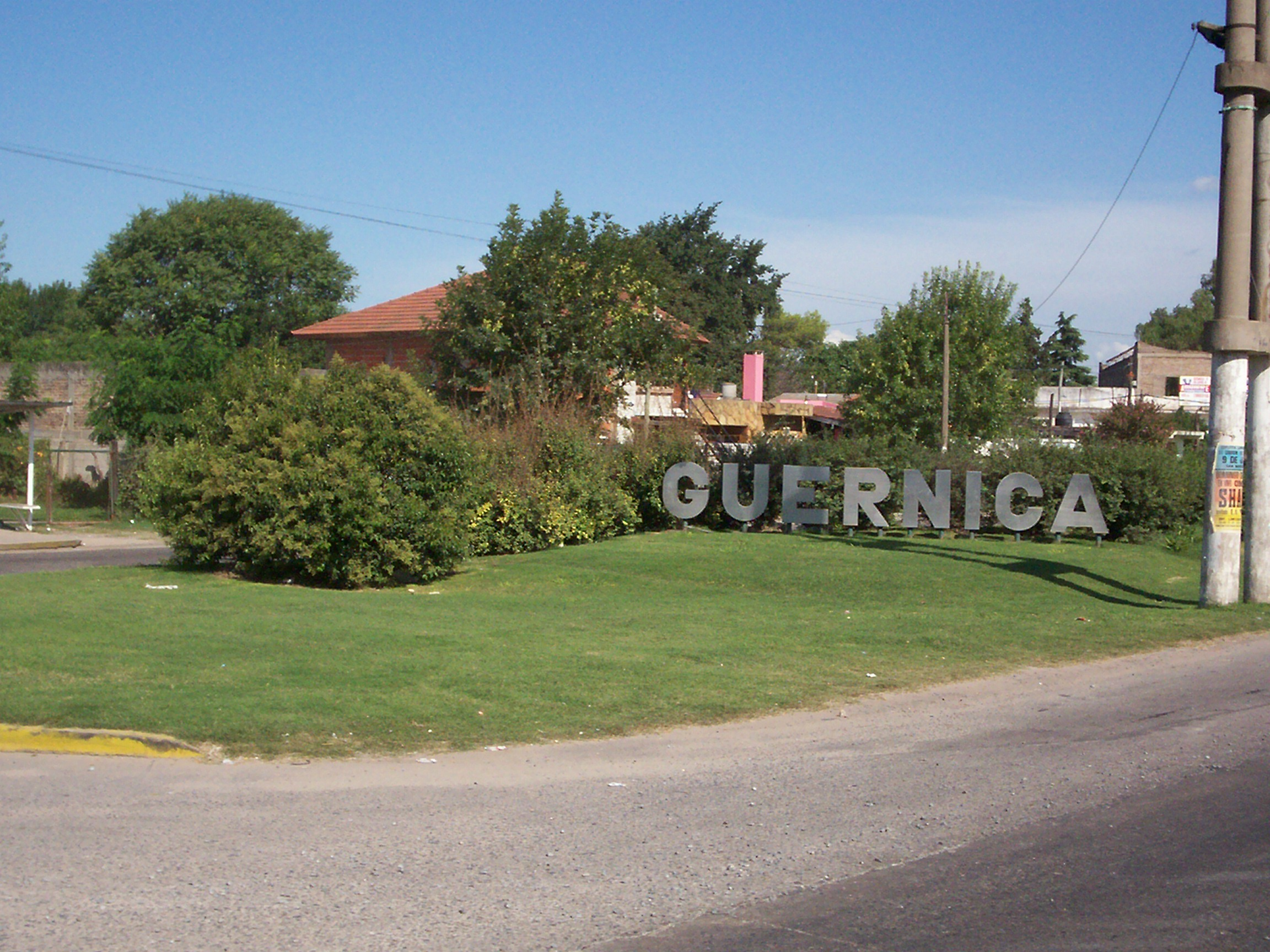
Acceso a Guernica por la Ruta Provincial 210.

Presidente Perón es uno de los 135 partidos de la provincia argentina de Buenos Aires. Su población urbana forma parte del aglomerado Gran Buenos Aires. Su ciudad cabecera es Guernica. Está a 37 km de la Ciudad Autónoma de Buenos Aires. Su nombre proviene del expresidente y militar Juan Domingo Perón fallecido en 1974.

## Geografía

### Sismicidad
La región responde a la «subfalla del río Paraná», y a la «subfalla del río de la Plata», con sismicidad baja; cuya última expresión se produjo el 5 de junio de 1888 (136 años) de silencio sísmico), a las 3.20 UTC-3, con una magnitud probable, de 5,0 en la escala de Richter (terremoto del Río de la Plata de 1888).
La Defensa Civil municipal debe advertir sobre escuchar y obedecer acerca de 
Área de
- Tormentas severas periódicas
- Baja sismicidad, con silencio sísmico de 136 años

### Vías de acceso
- Ruta Provincial 16
- Ruta Provincial 58
- Ruta Provincial 210

### Límites
El partido de Presidente Perón limita al norte con los partidos de Esteban Echeverría y Almirante Brown, al noroeste con el partido de Ezeiza, al sur, al oeste y al sudoeste con el de San Vicente y al este con el de Florencio Varela.

## Creación del partido
El 25 de noviembre de 1993, mediante la ley provincial 11.480, se creó el Partido de Presidente Perón, compuesto por las localidades de Guernica, que pasó a ser su cabecera, y de Villa Numancia. El nuevo partido se ubica en territorios que pertenecieron en su mayoría a San Vicente y una pequeña porción de los partidos de Florencio Varela y Esteban Echeverría. El barrio Villa Numancia no fue admitido como una localidad vecina, sino que es parte de Guernica.

## Localidades
- Guernica, única ciudad del partido. El Palacio Municipal se encuentra en la calle Crisólogo Larralde 241.

Barrios: 
- Panamérica,
- Parque Las Naciones (Barrio cerrado),
- Parque Americano,
- La Yaya,
- Las Lomas,
- San Martín,
- Santa Elena,
- Santa Magdalena,
- Santa Teresita,
- Centro,
- 25 de Mayo,
- Santa Rosa de Lima (conocido como el triángulo),

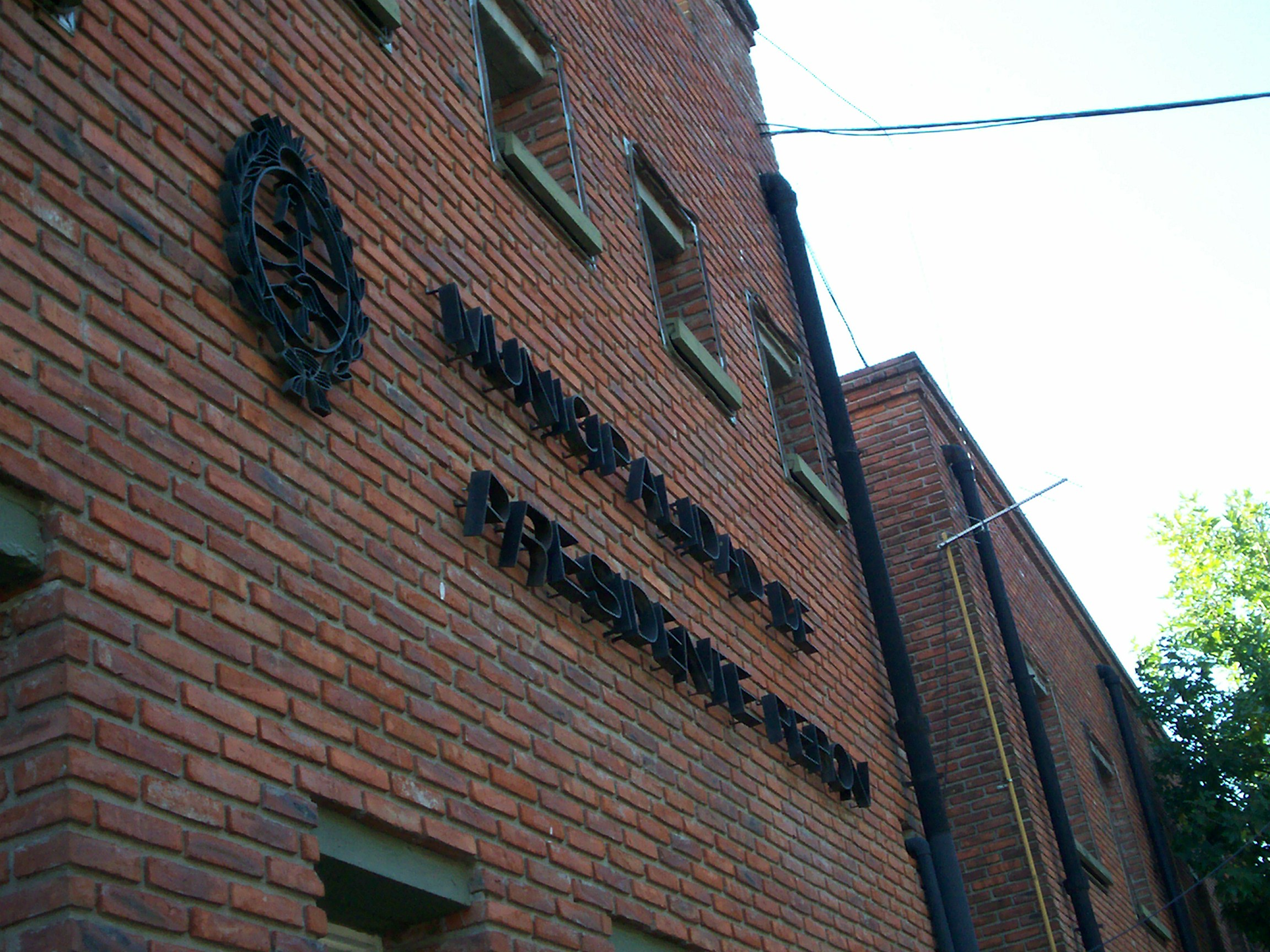
Edificio de la Municipalidad de Presidente Perón.

- Copenhague,
- San Roque,
- Los Pinos,
- Los Robles,
- América Unida,
- El Ministro,
- Agrocolonia
- San Pablo
- Villa Numancia
- Paraje La Lata

## Intendentes Municipales
| Mandato       | Intendente                       | Partido               |
| ------------- | -------------------------------- | --------------------- |
| 1995-2003     | Oscar E. Rodríguez               | Partido Justicialista |
| 2003-2013     | Aníbal Regueiro                  | Partido Justicialista |
| 2013-2017     | Carina Mabel Biroulet (Interina) | Partido Justicialista |
| 2017-2019     | Aníbal Regueiro                  | Partido Justicialista |
| 2019-presente | Blanca Cantero                   | Frente Renovador-UxP  |

## Población
Según los resultados definitivos del censo de 2022 la población del partido alcanza los 102.106 habitantes.